# Биста Борислава Станковића Ћулавка 1919-1944
Биста Борислава Станковића Ћулавка 1919-1944. налази се у селу Мирошевце, а аутор бисте је Слободан Поповић, вајар из Лесковца.

## Биографија
Рођен 1919. године, завршио три разреда гимназије у Лесковцу.
На одслужење војног рока постао резервни подофицир. Уочи рата био секретар скојевског актива у Мирошевцу и окупљао омладину преко фудбалског клуба „Умац“ и стрељачке дружине. Од почетка окупације 1941. године учесник је диверзантских акција. У Кукавички партизански одред ступио је октобра 1941. године. Најпре је био десетар, а затим и командир вода у првој чети. Заробљен је 18. марта 1942. године на Соковини и интерниран у Аустрију. Успео је да побегне из логора и прикључио се словеначким партизанима. У јесен 1943. године вратио се у Мирошевце и прикључио Првом јужноморавском НОП одреду где је био командант батаљона. Погинуо је крајем јуна 1944. године као командант омладинског батаљона 13. Бригаде.